# Praktörn
Praktörn (Spizaetus ornatus) är en amerikansk fågel i familjen hökar. Den har ett stort utbredningsområde från södra Mexiko till norra Argentina, men är relativt fåtalig och minskar i antal.

## Utseende

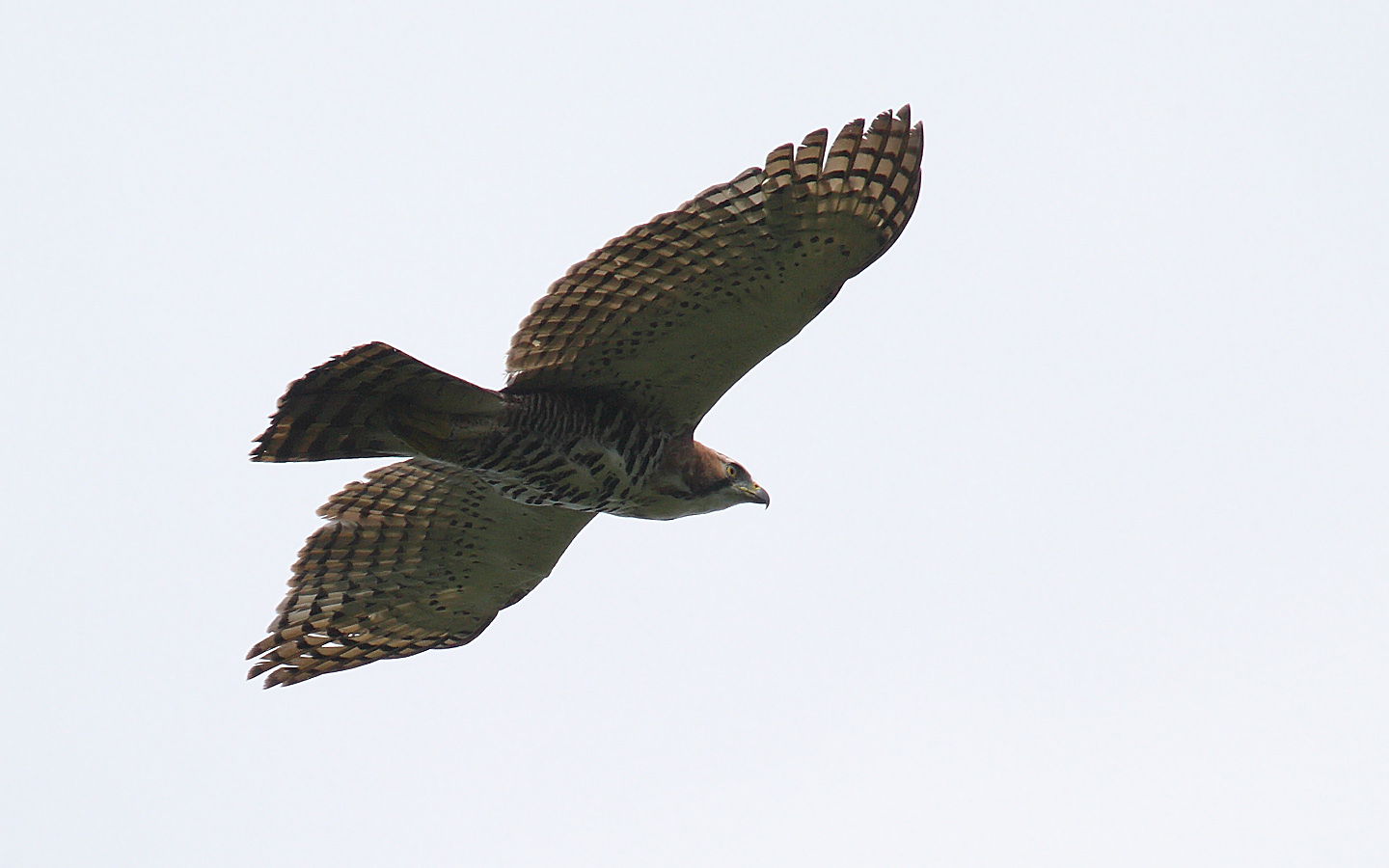

Praktörnen är en stor (58–67 cm) brun och vit örn. Den har svart hjässa och hjässtofs, med kastanjebrunt på huvudsidorna och nacken samt vidare ner till bröstsidorna. Resten av undersidan är vit. Stjärten har två gråbruna band. Benen är gula.

## Utbredning och systematik
Praktörnen delas in i två underarter med följande utbredning:
- Spizaetus ornatus vicarius – förekommer i fuktiga skogar från södra Mexiko till västra Colombia och västra Ecuador
- Spizaetus ornatus ornatus – förekommer i tropiska norra Sydamerika till norra Argentina och Brasilien

## Status
Arten tros minska med 25–30 % de kommande tre generationerna till följd av habitatförlust och förföljelse. Internationella naturvårdsunionen IUCN kategoriserar den därför som nära hotad. Beståndet uppskattas till i storleksordningen 50 000 till en halv miljon vuxna individer.